# イゴール・シウヴェイラ・ゴメス
イゴール・ゴメス（Igor Gomes）ことイゴール・シウヴェイラ・ゴメス（ポルトガル語: Igor Silveira Gomes、1999年3月17日 - ）は、ブラジルのサッカー選手。ポジションはMF。

## クラブ歴
サンパウロ州サン・ジョゼー・ド・リオ・プレトに生まれ、アメリカ-SP、タナビECの下部組織を経て、サンパウロFCの下部組織に14歳で入団。2016年初めにU-17チームに昇格したが、同年末にはU-20チームに昇格した。2018年にコパ・ド・ブラジルU-20でタイトルを獲得。9月11日には契約を2023年3月末日まで延長した。同月26日にエリーニョ、アントニーとともにトップチームに昇格した。11月26日のスポルチ・レシフェ戦でフェリピ・アラルーナに代わって出場しプロ初出場、試合は0-0に終わった。
2019年3月24日のイトゥアーノFC戦では2得点をあげて2-1の勝利を掴み取り、同じサンパウロユース出身のカカに喩えられた。
2023年1月6日、アトレチコ・ミネイロに4年契約で移籍した。

## 代表歴
U-20代表として第45回トゥーロン国際大会と2019 南米ユース選手権に出場した。